# Chamaepentas pseudomagnifica
Chamaepentas pseudomagnifica là một loài thực vật có hoa trong họ Thiến thảo. Loài này được (M.Taylor) Kårehed & B.Bremer mô tả khoa học đầu tiên năm 2007.